# Axur, re d'Ormus
Axur, re d'Ormus (título em italiano, significa Axur, rei de Ormuz) é uma ópera tragicômica, com libreto de Lorenzo da Ponte e música de Antonio Salieri.
Sua primeira execução foi em Viena, em 8 de janeiro de 1788. O sucesso desta ópera, seguido da morte de Giuseppe Bonno, elevou Salieri ao posto de Imperial Kapellmeister do imperador José II.

## Personagens
Os personagens da ópera são:
- Atar, general do exército de Axur, e marido oculto de Aspasia ... tenor
- Aspasia, irmã de Altamor ... soprano
- Axur, rei de Ormuz, amante não correspondido de Aspasia ... barítono
- Altamor, confidente do rei e inimigo de Atar, desconhece que Atar é casado com Aspasia ... baixo
- Arteneo, sacerdote ... barítono
- Fiammetta, escrava de Axur ... soprano
- Biscroma, escravo favorito do rei ... tenor
- Urson, capitão da guarda ... baixo
- Elamir, filho dos áugures ... contratenor
- Arlecchino, Brighella, Smeraldina (personagens arlequins do quarto ato)
- Escravos, escravas e o povo de Ormuz

## Na cultura popular
A cena final desta ópera é apresentada no filme Amadeus.